# Acianthera duartei
Acianthera duartei é uma espécie de orquídea (Orchidaceae) originária do Brasil.